# Макги, Барт
Барто́ломью (Барт) Макги́ (англ. Bartholomew «Bart» McGhee; 30 апреля 1899, Эдинбург, Шотландия — 26 января 1979, Филадельфия, штат Пенсильвания) — американский футболист, нападающий, играл на левом фланге атаки. Участник первого чемпионата мира по футболу в составе сборной США. В 1986 году включён в Зал Американской Футбольной Славы.

## Биография
Барт Макги был сыном Джеймса Макги, бывшего игрока шотландского клуба «Хиберниан» и тренера «Харт оф Мидлотиан». Его брат Джимми был нападающим клуба «Филадельфия Филд Клаб» в Американской Футбольной Лиге. Отец обоих братьев был известным шотландским игроком и выходил на поле в футболке сборной Шотландии ещё в 1886 году в игре против Уэльса. В 1910 году он решил покинуть Шотландию и эмигрировать в США. Ему понадобилось 2 года, чтобы обосноваться там, и в 1912 году Барт вместе с матерью и младшим братом Джимми переехали к отцу. Их новым местом жительства стала Филадельфия.

## Карьера

### Клубная
В возрасте 19 лет Барт Макги начал играть за клуб «Нью-Йорк Шипбилдинг», расположенный в городе Камден (штат Нью-Джерси). Затем он провёл ещё несколько лет, переходя из одного любительского клуба в другой, пока не оказался в «Нью-Йорк Филд Клаб» Американской Футбольной Лиги. Он отыграл в клубе два сезона. Затем сменил его на «Флейшер Ярн». Позже Макги перебрался в «Индиана Флуринг» из Нью-Йорка. В 1927 году клуб был переименован в «Нью-Йорк Нэшнелз», а в 1932-м команду ждало ещё одно переименование. Теперь она называлась «Нью-Йорк Джайантс» как и прекративший своё существование незадолго до этого клуб АФЛ, права на название которого были выкуплены владельцем клуба, в котором играл Макги. В 1928 году «Нью-Йорк Нэшнелз» выиграли кубок страны, затем в 1929-м — Льюис Кап, а в сезоне 1930—1931 (уже под новым названием «Нью-Йорк Джайантс») — чемпионат АФЛ.

### В сборной
За сборную Макги сыграл всего три матча, все три пришлись на чемпионат мира 1930 в Уругвае. Он забил первый гол сборной США на турнире в матче против бельгийцев, добив в сетку мяч, отскочивший от перекладины после удара Билли Гонсалвеса.

За свою карьеру Барт Макги провёл 350 матчей в Американской Футбольной Лиге и забил 137 голов, практически все с позиции левого форварда. В 1986 году был посмертно включён в Зал Американской Футбольной Славы.
| Матчи и голы Барта Макги за сборную США | Матчи и голы Барта Макги за сборную США | Матчи и голы Барта Макги за сборную США | Матчи и голы Барта Макги за сборную США | Матчи и голы Барта Макги за сборную США | Матчи и голы Барта Макги за сборную США | Матчи и голы Барта Макги за сборную США |
| --------------------------------------- | --------------------------------------- | --------------------------------------- | --------------------------------------- | --------------------------------------- | --------------------------------------- | --------------------------------------- |
| №                                       | Дата                                    | Место проведения                        | Соперник                                | Счёт                                    | Голы                                    | Турнир                                  |
| 1                                       | 13 июля 1930                            | Монтевидео, Уругвай                     | Бельгия                                 | 3:0                                     | 1                                       | Чемпионат мира 1930                     |
| 2                                       | 17 июля 1930                            | Монтевидео, Уругвай                     | Парагвай                                | 3:0                                     | -                                       | Чемпионат мира 1930                     |
| 3                                       | 26 июля 1930                            | Монтевидео, Уругвай                     | Аргентина                               | 1:6                                     | -                                       | Чемпионат мира 1930                     |

Итого: 3 матча / 1 гол; 2 победы, 0 ничьих, 1 поражение.